# ロザルバ・カッリエーラ
ロザルバ・カッリエーラ（Rosalba Carriera、1675年10月7日 - 1757年4月15日）はイタリア生まれの肖像画家である。

## 略歴
ヴェネツィアで生まれた。母親はヴェネツィアンレースの職人で、カッリエーラは母親から工芸を学んだが、家業はレースから象牙を使った嗅ぎ煙草入れの制作に転じ、小サイズの肖像画を描くことになったとされる。
25歳の時、ローマの画家組合、アカデミア・ディ・サン・ルカに加入した。1716年になってヴェネツィアでフランスの投資家で美術品収集家のピエール・クロザ (Pierre Crozat) と知り合い、クロザの勧めで、家族と1720年にパリに移り、パリでカッリエーラのパステル画による新しい肖像画のスタイルは大きな成功を収めた。フランスの王室から36点の肖像画の注文を受け、その中には国王ルイ15世の肖像画の注文もあった。カッリエーラは妹たちに手伝わせて多くの肖像画の注文をこなした。1720年には王立絵画彫刻アカデミーの会員に選ばれた。
パリでの成功にもかかわらず1721年にはヴェネツィアに戻り、その後1723年にモデナ 、1730年には6ヶ月間、ウィーンで働いた。ウィーンでは皇帝カール6世の注文や支援を受け、当時王女であったマリア・テレジアに絵を教えたとされる。
1750年代になって視力を失い、1757年にヴェネツィアで亡くなった。

## 作品

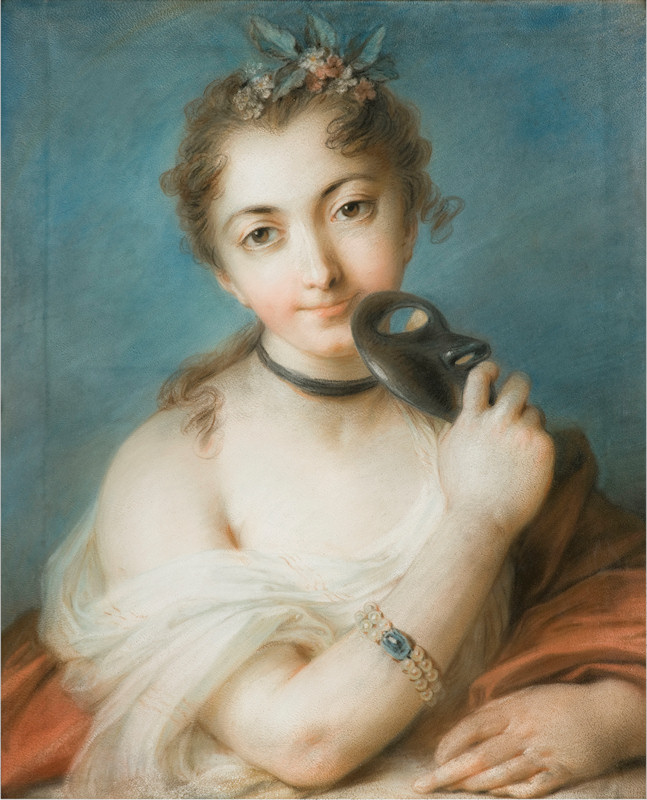
仮面を持った女性
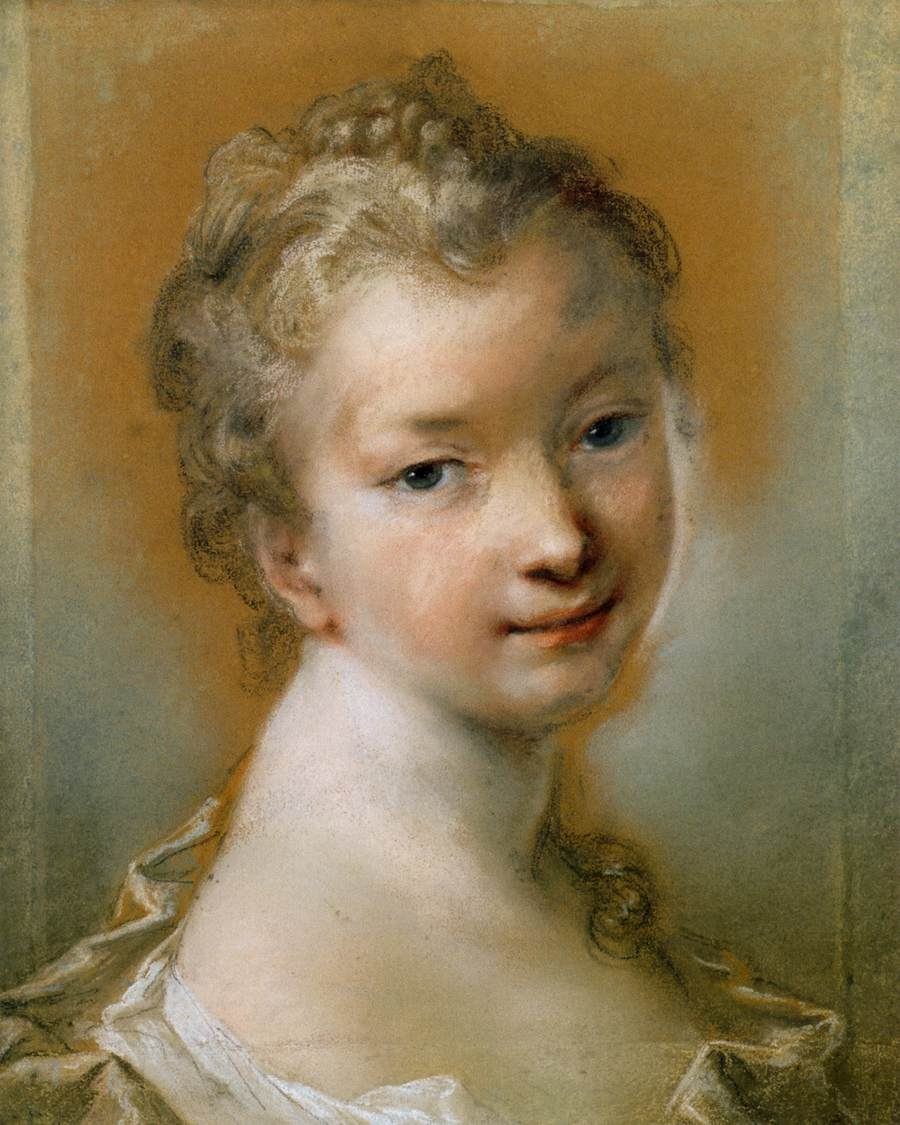
少女の肖像画
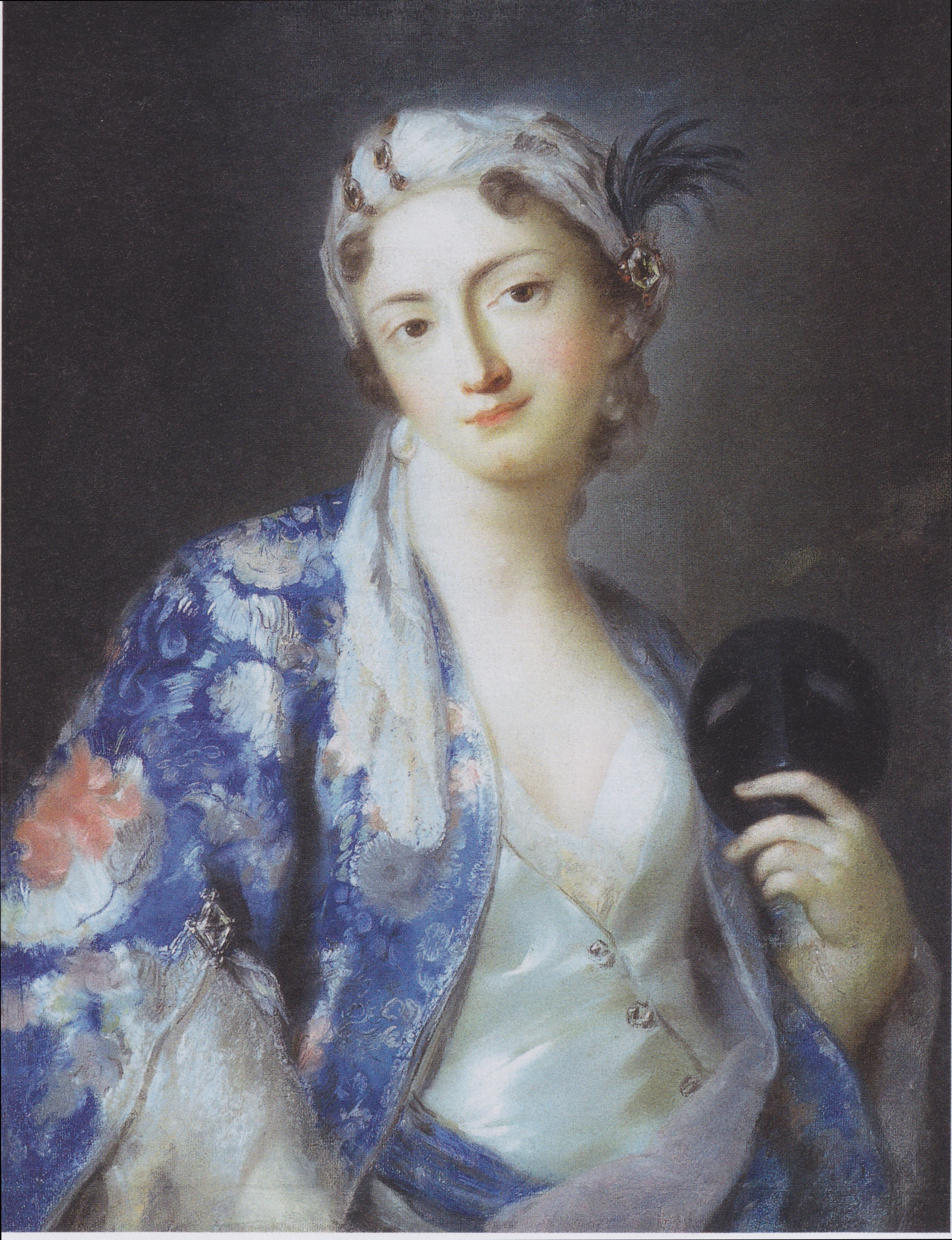
トルコ風の衣装の女性
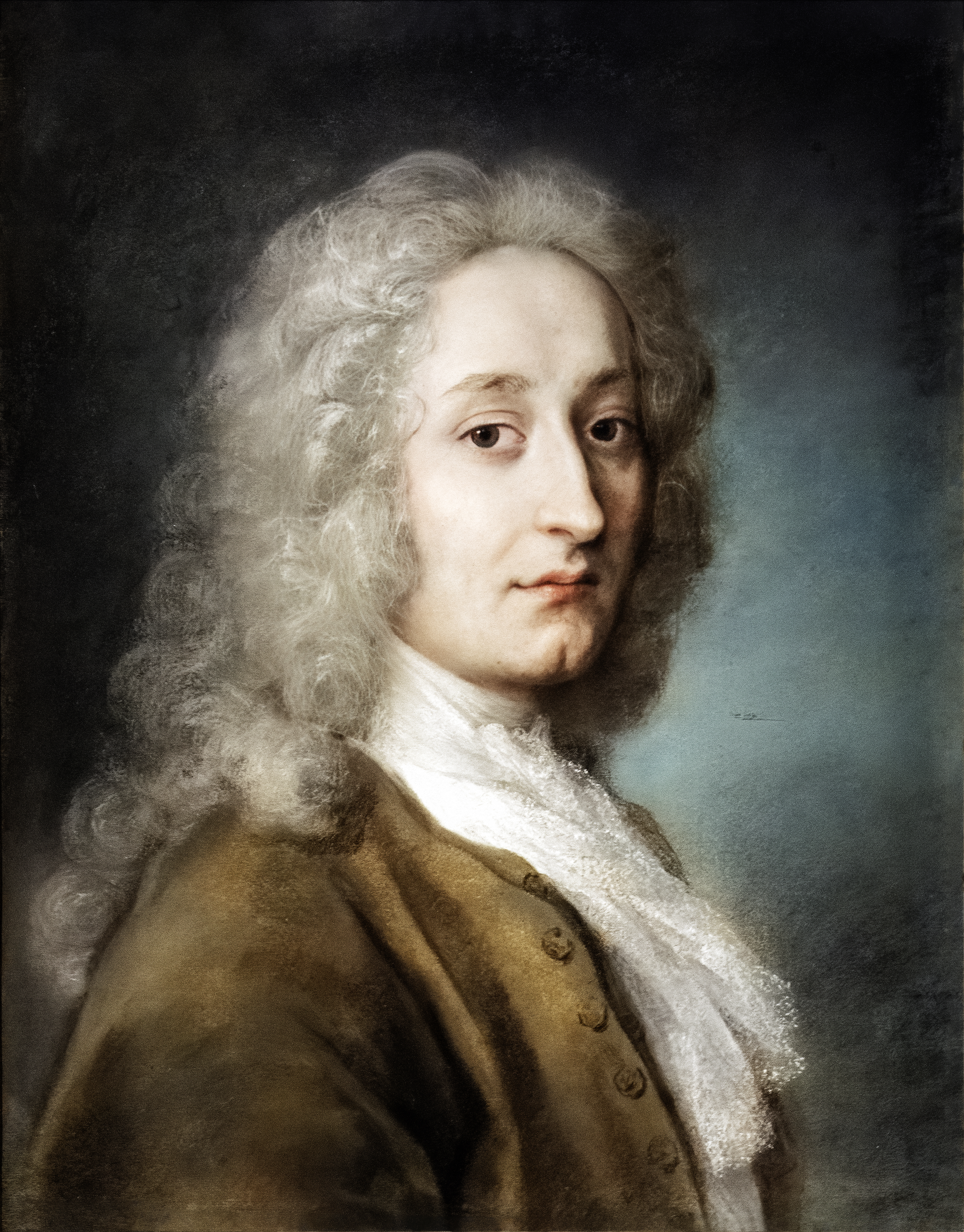
アントワーヌ・ヴァトー -画家
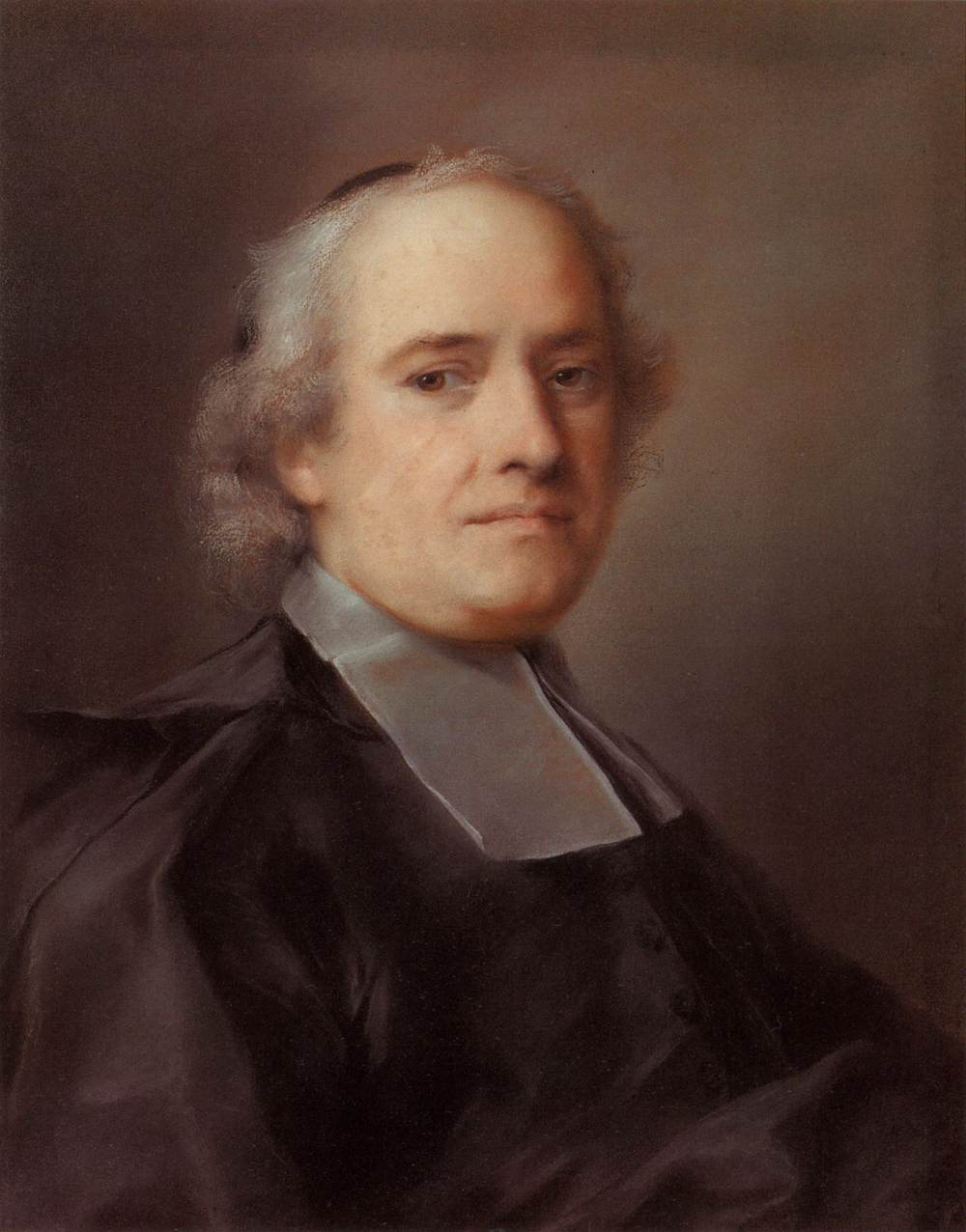
Jean Le Blond-フランスの役人
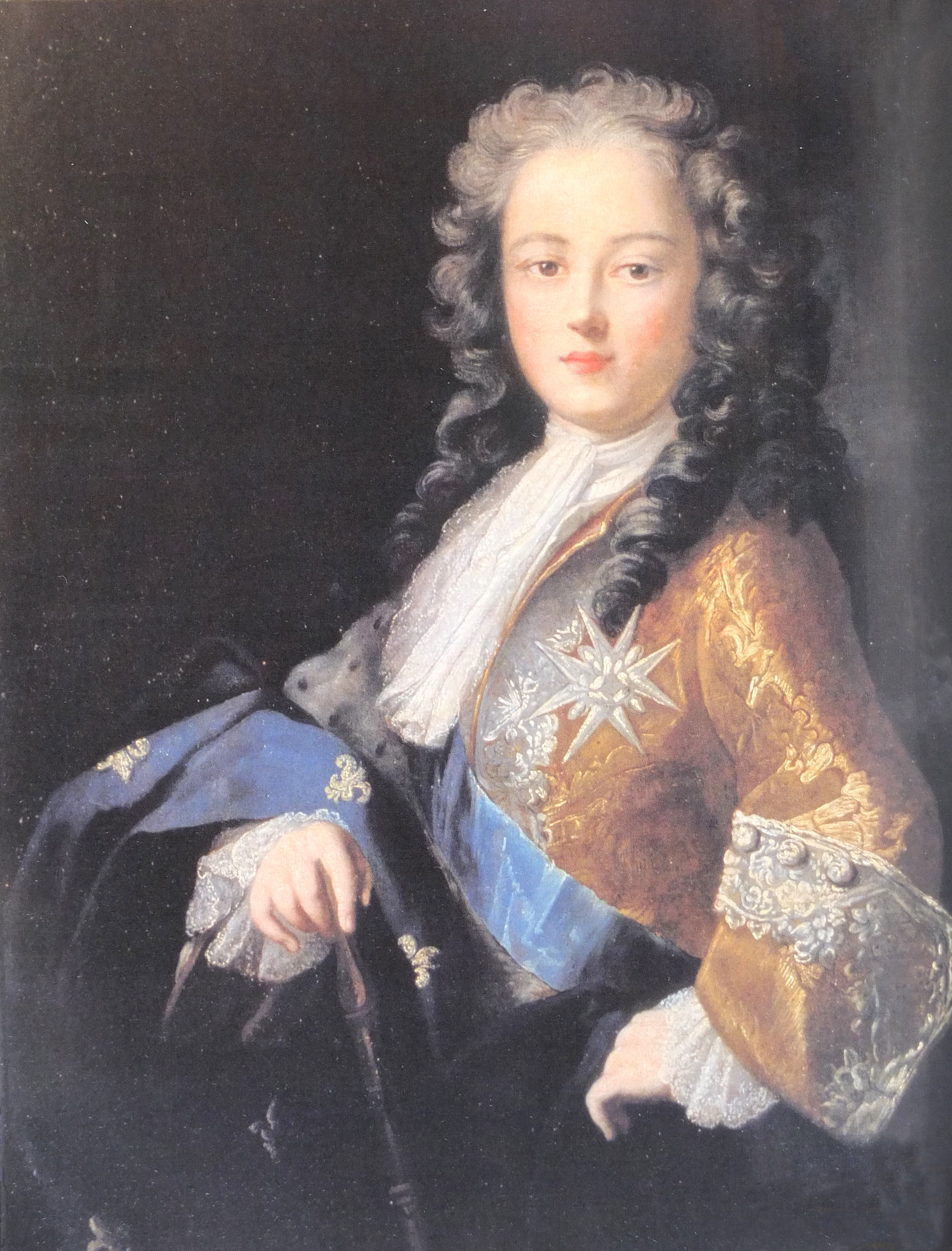
ルイ15世
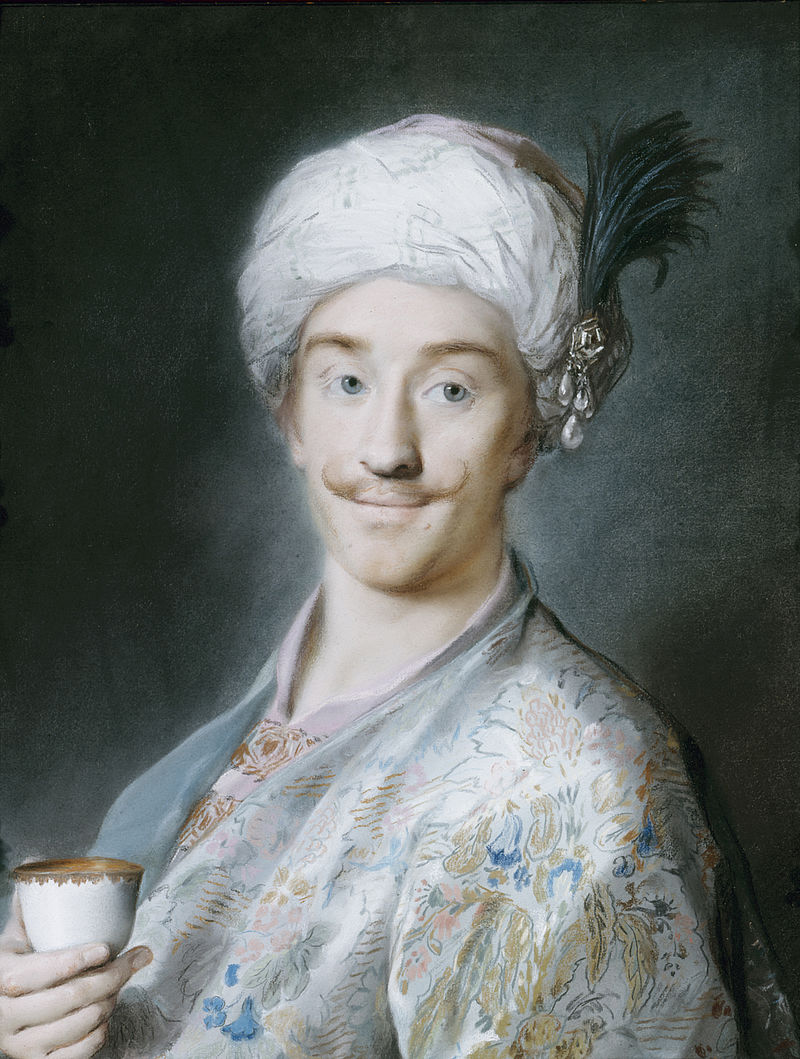
トルコ男性
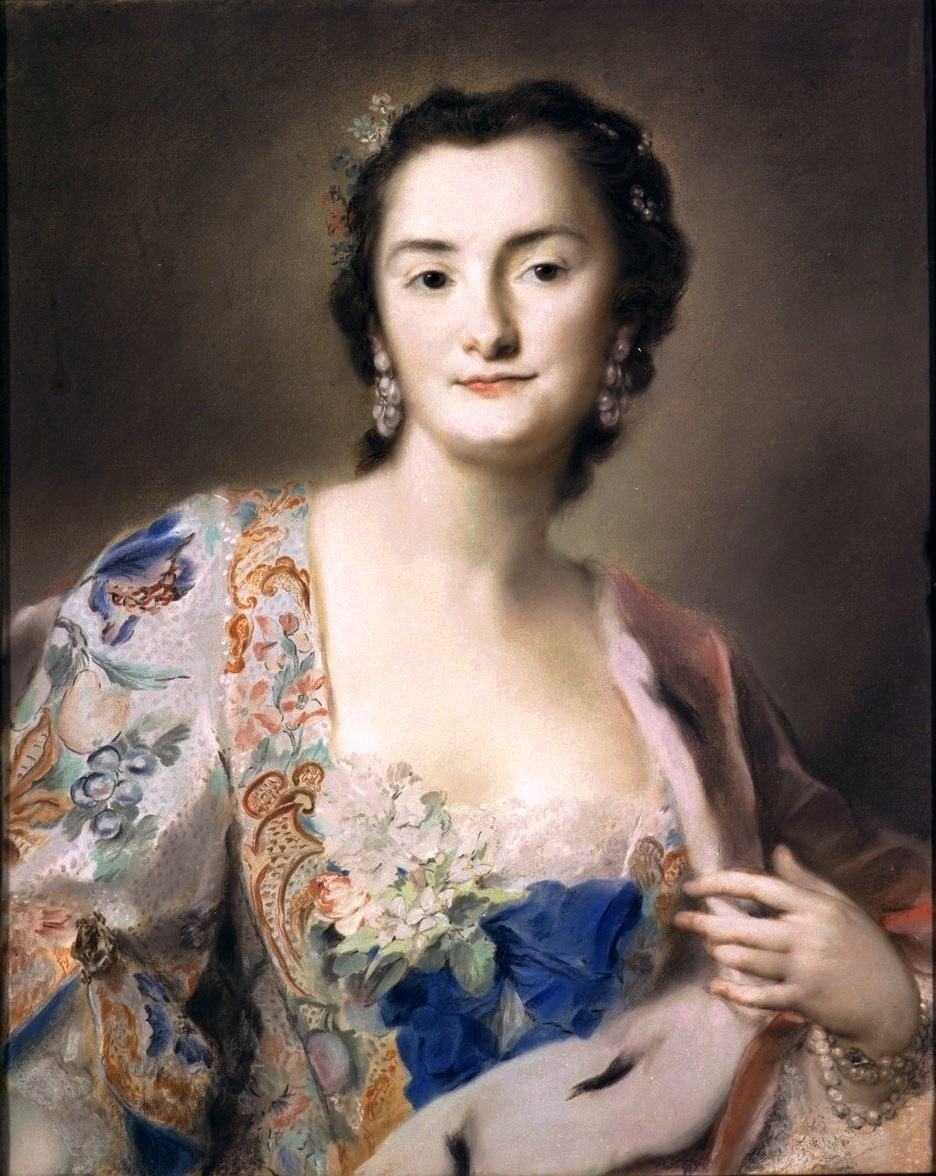
アンナ・カロリーナ・オジェルスカ
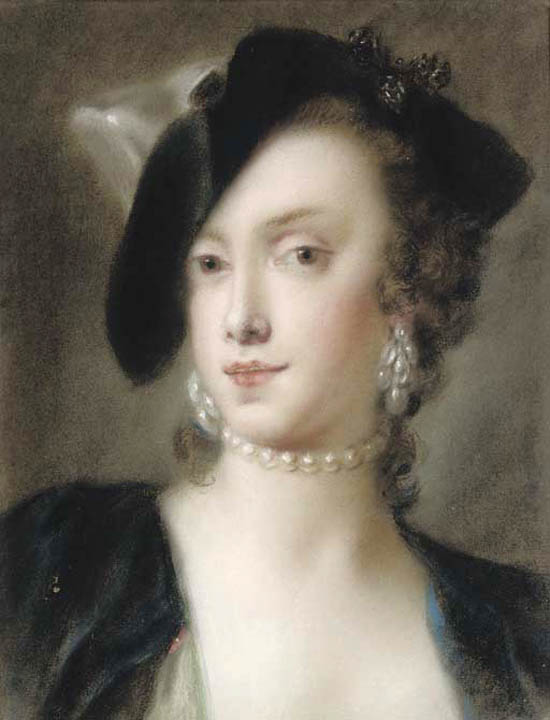
ベネチア貴族カテリーナ・サグレド・バルバリゴ。カジノを開いたことで異端審問にかけらるなど当時の社交界を賑わせた有名な女性